# 沃利齊亞 (桑博爾區)
49°36′10″N 23°7′16″E / 49.60278°N 23.12111°E
沃利齊亞（烏克蘭語：Волиця），是烏克蘭西部的村莊，隸屬利維夫州的桑比爾區。該村面積1.29平方公里，海拔高度328米，2001年人口132，人口密度每平方公里102.33人。